# Cupid's Fireman
Cupid's Fireman è un film muto del 1923 diretto da William A. Wellman. La sceneggiatura si basa su Andy M'Gee's Chorus Girl, un racconto di Richard Harding Davis pubblicato in Van Bibber, and Others nel 1892. Il film viene considerato perduto.

## Trama
Nonostante la madre sia contraria, Andy McGee diventa vigile del fuoco come suo padre, morto in un incendio. Il giovane si innamora di Agnes, una bella ballerina, ma la donna è sposata con un ubriacone, che però muore nell'incendio della propria casa; salvata da Andy dalla casa in fiamme, Agnes può sposare il suo pompiere in seconde nozze.

## Produzione
Il film fu prodotto dalla Fox Film Corporation.

## Distribuzione
Il copyright del film, richiesto dalla Fox Film Corp., fu registrato l'8 dicembre 1923 con il numero LP19711.
Distribuito dalla Fox Film Corporation e presentato da William Fox, il film uscì nelle sale cinematografiche USA il 16 dicembre 1923. In Austria, dove prese il titolo Die Frau des Anderen, fu distribuito nel 1930.
Non si conoscono copie ancora esistenti della pellicola che viene considerata presumibilmente perduta.